# Tętnica podobojczykowa

Schemat bliższego odcinka aorty i jej gałęzi. Zaznaczono obie tętnice podobojczykowe.

Tętnica podobojczykowa (łac. arteria subclavia, ang. subclavian artery) − w anatomii człowieka parzysta tętnica przebiegająca pod obojczykiem, zaopatrująca w krew kończyny górne, oraz wysyłająca gałęzie do klatki piersiowej i głowy.

## Przebieg
Punkty odejścia obu tętnic podobojczykowych są różne. Tętnica podobojczykowa prawa odchodzi od pnia ramienno-głowowego u podstawy szyi, lewa zaś jako jedna z trzech gałęzi łuku aorty w śródpiersiu górnym.

Tętnicę podobojczykową można podzielić na trzy części: część wstępującą, szczytową i zstępującą. 
Po odejściu tętnica leży na osklepku opłucnej. Wraz ze splotem ramiennym przechodzi między mięśniami pochyłymi poprzez szczelinę tylną mięśni pochyłych, przylegając do I żebra. W następnym odcinku tętnica podobojczykowa przechodzi do dołu nadobojczykowego większego, gdzie leży powierzchownie, niemalże pod skórą. Naczynie kończy się na brzegu zewnętrznym I żebra leżąc pod obojczykiem, gdzie przedłuża się w tętnicę pachową. W rzadkich przypadkach tętnica podobojczykowa prawa odchodzi jako dodatkowe, czwarte, skrajnie lewe (położone w okolicy przejścia łuku aorty w aortę zstępującą) odgałęzienie aorty. Mówi się wtedy o tętnicy błądzącej (łac. arteria lusoria).

## Gałęzie i zakres unaczynienia
Gałęzie odchodzące od tętnicy podobojczykowej, poza całą kończyną górną, zaopatrują mięśnie i trzewia szyi, tylną część mózgowia z uchem wewnętrznym. Gałęzie zstępujące zaopatrują przednią ścianę klatki piersiowej.
Gałęzie tętnicy podobojczykowej:
- tętnica kręgowa
  - tętnica rdzeniowa tylna
  - tętnica rdzeniowa przednia
  - tętnica dolna tylna móżdżku
  - tętnica podstawna
    - tętnica dolna przednia móżdżku
    - tętnica błędnika
    - tętnice mostu
    - tętnica górna móżdżku
    - tętnica tylna mózgu
- tętnica piersiowa wewnętrzna
  - tętnica osierdziowo-przeponowa
  - tętnica mięśniowo-przeponowa
  - tętnica nabrzuszna górna
- pień tarczowo-szyjny
  - tętnica tarczowa dolna
    - tętnica szyjna wstępująca
    - tętnica krtaniowa dolna

  - tętnica nadłopatkowa
  - tętnica poprzeczna szyi
- pień żebrowo-szyjny
  - tętnica szyjna głęboka
  - tętnica międzyżebrowa najwyższa

Przedłużeniem (gałęzią końcową) tętnicy podobojczykowej jest tętnica pachowa.